# جاك كارول (لاعب اتحاد الرغبي)
جاك كارول (بالإنجليزية: Jack Carroll)‏ هو لاعب اتحاد الرغبي أسترالي، ولد في 14 سبتمبر 1925 في سيدني في أستراليا، وتوفي في 27 يونيو 2018.